# ERICH2
ERICH2 (англ. Glutamate rich 2) – білок, який кодується однойменним геном, розташованим у людей на короткому плечі 2-ї хромосоми.  Довжина поліпептидного ланцюга білка становить 156 амінокислот, а молекулярна маса — 17 672.
| 10         |  | 20         |  | 30         |  | 40         |  | 50         |
| ---------- |  | ---------- |  | ---------- |  | ---------- |  | ---------- |
| METVNEPETG |  | EVSKDAVIVK |  | QEKNNEYCLQ |  | DIDDKLSESA |  | EDDGEDDTND |
| EDDDEDSNPK |  | KNTQAPLELM |  | AEFLRAEMAR |  | EYQLAKKLCQ |  | MILIYEPENP |
| EAKEFFTLIE |  | EMLLMEKTQN |  | HEQDGENSDE |  | DSSGESKGES |  | DEELSDESSD |
| EGEDGS     |  |            |  |            |  |            |  |            |

A: Аланін

C: Цистеїн

D: Аспарагінова кислота

E: Глутамінова кислота

F: Фенілаланін

G: Гліцин

H: Гістидин

I: Ізолейцин

K: Лізин

L: Лейцин

M: Метіонін

N: Аспарагін

P: Пролін

Q: Глутамін

R: Аргінін

S: Серин

T: Треонін

V: Валін